# إل. يوجين سميث
إل. يوجين سميث (بالإنجليزية: L. Eugene Smith)‏ هو سياسي أمريكي، ولد في 3 سبتمبر 1921 في الولايات المتحدة. حزبياً، نشط في الحزب الجمهوري. وقد انتخب عضو مجلس نواب بنسيلفانيا.